# Изъюр
Изъюр — посёлок в составе городского округа Ухта республики Коми.

## Географическое положение
Посёлок расположен в 21 километре на юго-восток от города Ухта, на берегу реки Седъю. У посёлка проходит дорога 87К-002 на Ухту. Связан дорогой также с посёлком Седъю, расположенным в 2 километрах.

## Климат
Климат умеренно-континентальный с коротким прохладным летом и продолжительной морозной зимой. Климат формируется вблизи северных морей в условиях малого количества солнечной радиации и под воздействием интенсивного западного переноса. Зима длится 6 месяцев с октября по апрель. Преобладает устойчивая морозная погода с частыми снегопадами и метелями. Средняя температура января — 17,3ºС. Абсолютная минимальная температура воздуха (-49)ºС.
Лето длится три месяца с июня по август с преимущественно прохладной и пасмурной погодой. В течение всего лета возможны заморозки, а также периоды засушливой, жаркой погоды. Средняя температура июля +12,1ºС. Абсолютный максимум равен +35ºС.

## История
Посёлок возник в период 1960—1968 годов. В настоящее время превращается в дачный посёлок.

## Население
| 1989 | 2002 | 2010 |
| ---- | ---- | ---- |
| 13   | ↘5   | ↗6   |

Население уменьшается: в 1970 здесь проживали 248 чел., в 1979—231 человек, в 1989 — 12 человек, в 1990 — 10 человек, в 2000 — 45 человек. Национальный состав — русские и коми